# Иволгинский район
Иволги́нский райо́н (бур. Эбилгын аймаг) — административно-территориальная единица и муниципальное образование (муниципальный район) в составе Республики Бурятия Российской Федерации.
Административный центр — село Иволгинск.

## История

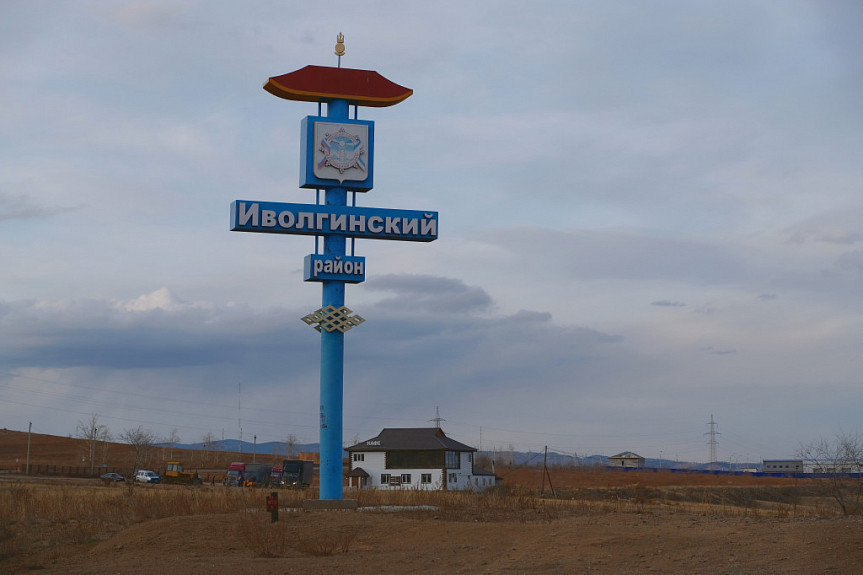
Стела при въезде в Иволгинский район

Как административно-территориальная единица Бурят-Монгольской АССР Иволгинский аймак образован Указом Президиума Верховного Совета РСФСР от 26 августа 1939 года. Первоначальный районный центр — село Саянтуй.
Аймак был образован за счёт пригородной зоны Улан-Удэ и разукрупнения Селенгинского и Тарбагатайского аймаков.
29 августа 1939 года из Тарбагатайского аймака во вновь образованный Иволгинский район переданы два населённых пункта.
В 1940 году аймачный центр перенесён в улус Мангазай, переименованный по этому случаю в Иволгинск.
27 июля 1960 года населённый пункт Степной был передан в Иволгинский аймак.
3 декабря 1960 года Иволгинский аймак был упразднён, Гурульбинский и Иволгинский сельсоветы переданы в Улан-Удэнский горсовет, Гильбиринский, Оронгойский и Нижнеубукунский сельсоветы переданы в Селенгинский аймак.
11 января 1965 года территория бывшего Иволгинского аймака передана в состав Улан-Удэнского аймака.
15 августа 1985 года в результате реорганизации Улан-Удэнского района Иволгинский район вновь был выделен в самостоятельную административно-территориальную единицу.
23 марта 1987 года станция Мостовой из Иволгинского района передана в административное подчинение Железнодорожному райсовету города Улан-Удэ.
17 апреля 1992 года сёла Исток и Степной из Иволгинского района переданы в подчинение Улан-Удэнскому горсовету.

## География
Географическое положение и границы района
Район расположен в центральной Бурятии, бо́льшей частью на левобережье реки Селенги, в географической области Селенгинского среднегорья. Северо-запад района находится в пределах южных отрогов Хамар-Дабана; крайняя северо-восточная часть — на правом берегу Селенги по юго-западным отрогам хребта Улан-Бургасы .
Район граничит:
- на севере — с Прибайкальским районом;
- на северо-востоке — с городским округом Улан-Удэ и Заиграевским районом;
- на юго-востоке — с Тарбагатайским районом;
- на юго-западе — с Селенгинским районом;
- на северо-западе — с Кабанским районом;

Иволгинский район, площадью в 2 662,94 км², является самым маленьким по территории сельским районом Бурятии (7,5 % от общей площади республики). Сельскохозяйственные угодья занимают 71 % от общей площади.
Районный центр — село Иволгинск — находится в 29 км юго-западнее города Улан-Удэ.
Входит в состав Улан-Удэнской агломерации.

Гидрография

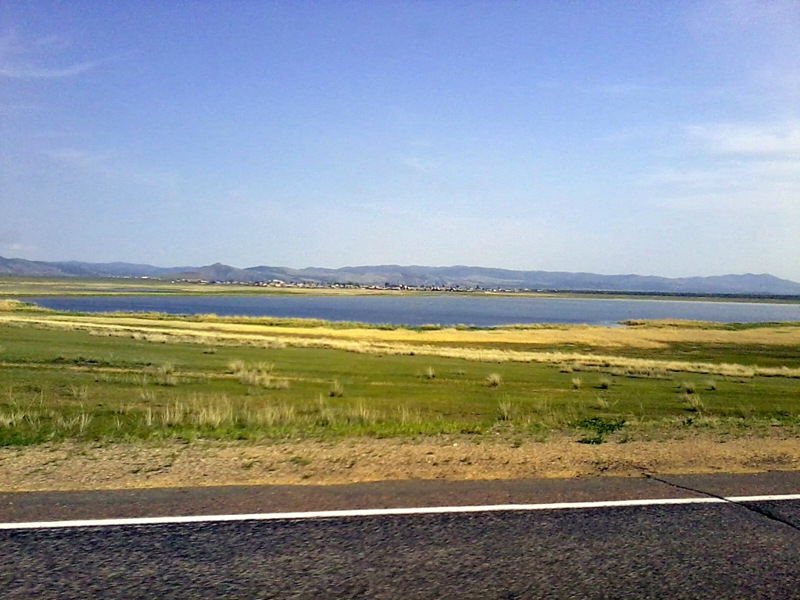
оз. Саган-Нур

По южной и восточной окраине района протекает река Селенга, являющаяся здесь естественной границей с Тарбагатайским районом. На северо-востоке река пересекает территорию района. Остальная территория района в основном расположена на юго-восточных отрогах хребта Хамар-Дабан, и на прилегающих к ним с востока Удино-Иволгинской и Оронгойской межгорных впадин в пределах Джидино-Удинской системы рифтогенных впадин. В них расположены речные системы левых притоков реки Селенги, самыми крупными из которых являются Иволга и Оронгой. Бассейн реки Оронгой занимает юго-западную часть района, в среднем течении в неё впадает крупный приток Гильбири. Бассейн Иволги занимает центральную часть района.

## Население
| 1939    | 1979    | 1980    | 1981    | 1982    | 1983    | 1984    | 1985    | 1986    |
| ------- | ------- | ------- | ------- | ------- | ------- | ------- | ------- | ------- |
| 13 100  | ↗25 000 | ↗25 700 | ↗26 300 | ↗27 100 | ↗28 000 | ↘23 200 | ↗23 800 | ↗24 300 |
| 1987    | 1988    | 1989    | 1990    | 1991    | 1992    | 1993    | 1994    | 1995    |
| ↗24 600 | →24 600 | ↗24 900 | →24 900 | ↗25 200 | ↗25 500 | ↘22 200 | ↗22 600 | ↗23 100 |
| 1996    | 1997    | 1998    | 1999    | 2000    | 2001    | 2002    | 2003    | 2004    |
| ↗24 000 | ↗24 500 | ↗24 800 | ↗25 100 | ↗25 300 | ↗25 700 | ↗26 736 | ↗26 900 | ↗28 000 |
| 2005    | 2006    | 2007    | 2008    | 2009    | 2010    | 2011    | 2012    | 2013    |
| ↗29 200 | ↗30 800 | ↗33 000 | ↗34 800 | ↘32 983 | ↗37 983 | ↗38 337 | ↗39 078 | ↗40 715 |
| 2014    | 2015    | 2016    | 2017    | 2018    | 2019    | 2020    | 2021    | 2023    |
| ↗42 665 | ↗45 846 | ↗48 986 | ↗52 227 | ↗54 574 | ↗56 625 | ↗59 185 | ↗64 862 | ↗67 429 |
| 2024    | 2025    |         |         |         |         |         |         |         |
| ↗69 756 | ↗71 719 |         |         |         |         |         |         |         |

Согласно прогнозу Минэкономразвития России, численность населения будет составлять:
- 2024 — 62,4 тыс. чел.
- 2035 — 84,09 тыс. чел.

### Национальный состав
Национальный состав по Всероссийской переписи 2010 года:
| № |          | 2010 год       | 2021 год        |
| - | -------- | -------------- | --------------- |
| 1 | Буряты   | 22784 (60,6 %) | 40395 (65,87 %) |
| 2 | Русские  | 14101 (37,5 %) | 19940 (30,74 %) |
| 3 | Татары   | 96 (0,25 %)    | 121 (0,19 %)    |
| 4 | Украинцы | 69 (0,18 %)    | 39 (0,06 %)     |
|   | другие   | 85 (0,2 %)     | 830 (1,35 %)    |
|   | всего    | 37983 (100 %)  | 61325 (100 %)   |

С 2021 года Иволгинский район занимает первое место по процентной доле бурят среди всех районов Бурятии.

## Территориальное устройство
Иволгинский район разделён на следующие административно-территориальные единицы: 4 сельсовета и 2 сомона.
Муниципальный район включает 6 муниципальных образований со статусом сельских поселений, которые соответствуют сельсоветам и сомонам.
| № | Сельское поселение | Административный центр | Количество населённых пунктов | Население (чел.) | Площадь (км²) | Административно- территориальная единица |
| - | ------------------ | ---------------------- | ----------------------------- | ---------------- | ------------- | ---------------------------------------- |
| 1 | Гильбиринское      | улус Хурамша           | 3                             | ↘1705 (2025)     | 217,00        | Гильбиринский сомон                      |
| 2 | Гурульбинское      | село Гурульба          | 2                             | ↗23 764 (2025)   | 165,23        | Гурульбинский сельсовет                  |
| 3 | Иволгинское        | село Иволгинск         | 8                             | ↗11 381 (2025)   | 825,62        | Иволгинский сельсовет                    |
| 4 | Нижнеиволгинское   | село Нижняя Иволга     | 5                             | ↗19 113 (2025)   | 72,01         | Нижне-Иволгинский сельсовет              |
| 5 | Оронгойское        | улус Оронгой           | 8                             | ↘3277 (2025)     | 750,00        | Оронгойский сомон                        |
| 6 | Сотниковское       | село Сотниково         | 2                             | ↗12 479 (2025)   | 37,67         | Сотниковский сельсовет                   |

## Населённые пункты
В Иволгинском районе 28 населённых пунктов.
| №  | Населённый пункт | Тип                 | Население | Сельское поселение |
| -- | ---------------- | ------------------- | --------- | ------------------ |
| 1  | Барун-Оронгой    | улус                | ↗48       | Оронгойское        |
| 2  | Верхняя Иволга   | село                | ↗981      | Иволгинское        |
| 3  | Ганзурино        | село                | ↘429      | Оронгойское        |
| 4  | Ганзурино        | станция             | 149       | Оронгойское        |
| 5  | Гильбира         | улус                | ↗93       | Гильбиринское      |
| 6  | Гурульба         | село                | ↗4535     | Гурульбинское      |
| 7  | Зун-Оронгой      | улус                | ↘79       | Оронгойское        |
| 8  | Иволгинск        | село                | ↗7994     | Иволгинское        |
| 9  | Калёново         | село                | ↗949      | Иволгинское        |
| 10 | Кибалино         | село                | ↘176      | Оронгойское        |
| 11 | Ключи            | село                | ↘103      | Иволгинское        |
| 12 | Кокорино         | село                | ↘747      | Гильбиринское      |
| 13 | Колобки          | село                | ↘300      | Иволгинское        |
| 14 | Красноярово      | село                | ↗426      | Иволгинское        |
| 15 | Нижняя Иволга    | село                | ↗4512     | Нижнеиволгинское   |
| 16 | Нур-Селение      | улус                | ↗3256     | Нижнеиволгинское   |
| 17 | Оронгой          | посёлок             | ↘1061     | Оронгойское        |
| 18 | Оронгой          | посёлок при станции | 24        | Оронгойское        |
| 19 | Оронгой          | улус                | ↘1760     | Оронгойское        |
| 20 | Ошурково         | село                | ↘396      | Сотниковское       |
| 21 | Поселье          | село                | ↗15 603   | Гурульбинское      |
| 22 | Сотниково        | село                | ↗10 871   | Сотниковское       |
| 23 | Сужа             | село                | ↗3655     | Нижнеиволгинское   |
| 24 | Тапхар           | посёлок             | ↗566      | Иволгинское        |
| 25 | Улан-Иволгинский | улус                | ↘58       | Нижнеиволгинское   |
| 26 | Хойтобэе         | улус                | ↗5369     | Нижнеиволгинское   |
| 27 | Хурамша          | улус                | ↗996      | Гильбиринское      |
| 28 | Шалута           | посёлок             | ↗34       | Иволгинское        |

## Инфраструктура
- В районе работают 25 муниципальных образовательных учреждений из них: дошкольных ОУ — 6, начальных школ — 2, основных школ — 3, средних общеобразовательных школ — 11, вечерних (сменных) школ — 1, учреждений дополнительного образования — 2. Действуют аграрный техникум, лицей традиционных искусств народов Забайкалья
- 50 культурно-просветительских учреждений (19 библиотек, 19 клубов, 2 детских школы искусств, музей в селе Красноярове). В учреждениях культуры работают 115 квалифицированных специалистов.
- 20 медицинских учреждений.
- 17 памятников истории.

## Экономика
Сельское хозяйство

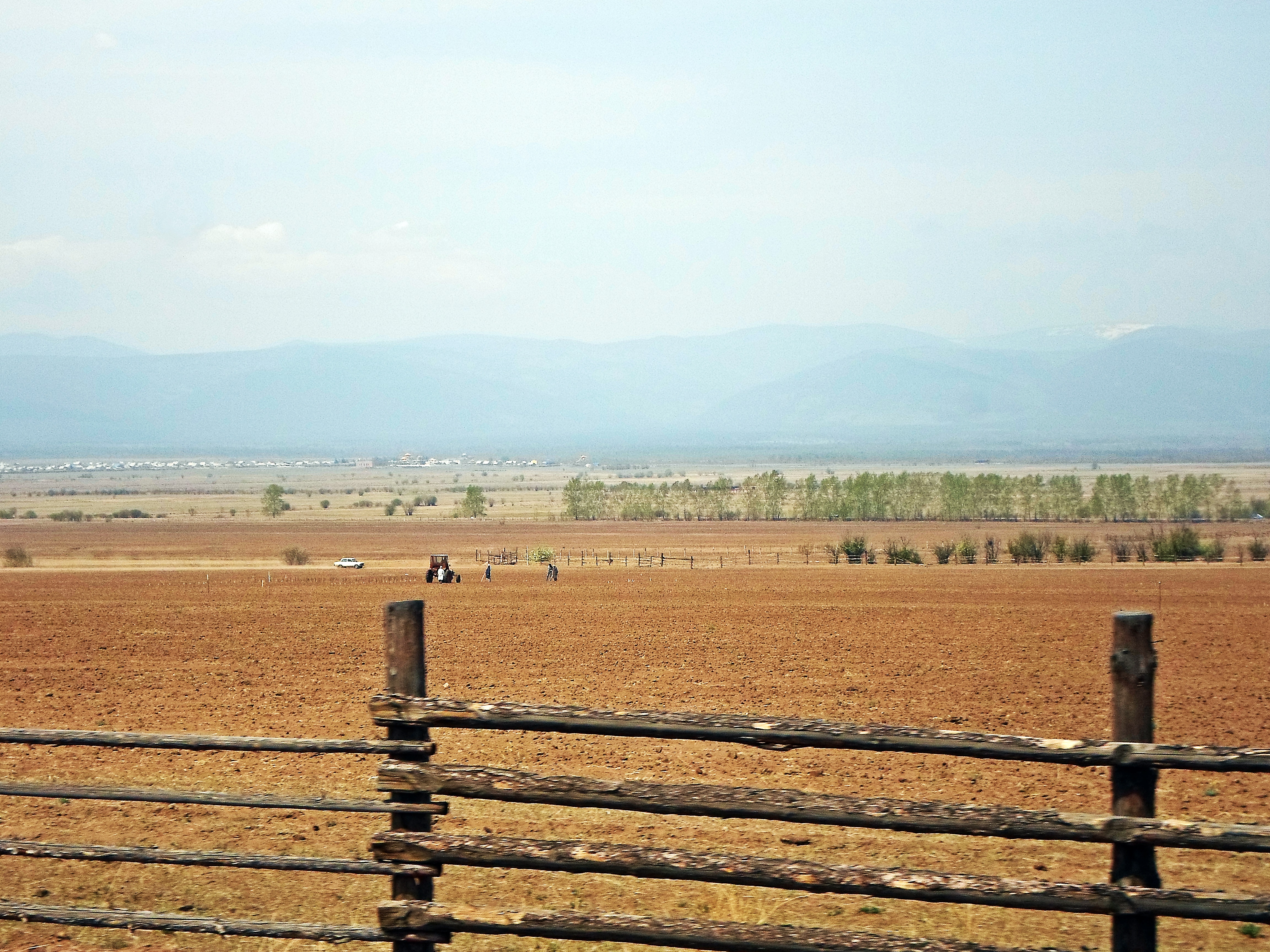
Иволгинская долина

Район является преимущественно аграрным. Действуют 334 крестьянско-фермерских хозяйства. Ключевыми отраслями являются животноводство, растениеводство и пригородное овоще-молочное производство. Основными направлениями животноводства являются молочное и мясное скотоводство и овцеводство.
Хозяйства района также специализируются на овощеводстве, картофелеводстве, производстве кормов для животноводства. Значительную роль на рынке сельхозпродукции играют личные подсобные хозяйства, на которых в основном занимаются выращиванием овощей, в меньшей степени — выращиванием картофеля.
Также действуют 2 предприятия пищевой промышленности.
Транспорт
На территории района расположены участки автомобильных трасс федерального значения:
- Автомагистраль А340 (часть азиатского маршрута AH3) Улан-Удэ — Кяхта (Кяхтинский тракт);
- Автомагистраль «Байкал»Р258 (часть азиатского маршрута AH6) Иркутск — Улан-Удэ — Чита.

По территории района проходят железнодорожные магистрали:
- Транссибирская магистраль;
- Улан-Удэ — Наушки — Улан-Батор.

На границе с городским округом Улан-Удэ расположен аэропорт «Байкал».

## Достопримечательности
Район богат археологическими и природными памятниками. На территории обнаружены следы стоянок древних людей времён палеолита и неолита, размещается памятник древнего государства Хунну Иволгинское городище, насчитывающий более 2000 лет.
В районе созданы Гурульбинский и Кокоринский природные заказники. Гурульбинский заказник — комплексный, в нём обитают изюбрь, кабан, глухарь, косуля и др. Кокоринский заказник — видовой, на его территории располагается заболоченная местность среди степи, что является природным феноменом. Там каждый год гнездятся больше 100 серых цапель. У местных жителей эти места считаются священными.
В Иволгинском районе расположен центр буддистов России — Иволгинский дацан. На его территории находится резиденция главы буддистов Пандито Хамбо-ламы, функционирует буддийский университет. В дацане хранится множество бесценных святынь. Самая главная из них — Драгоценное тело Хамбо-ламы XІІ, которое не подвержено тлению. Ежегодно сюда приезжает множество паломников и туристов из многих стран мира.
На территории района в верховьях реки Оронгой расположено «Обо Чингисхана». По преданиям, обо сложили по приказу Чингисхана, чтобы почтить память предков его матери.
Есть в Иволгинском районе ступа «Бадма-Сэсэг». Высота ступы 9 метров. В неё вмурован столб из кедра с молитвами и книгами на тибетском языке. Украшена ступа символом вечности — соёмбо. «Бадма-Сэсэг» является местом паломничества буддистов.
Аршан Халюты — холодный радоновый источник. Вода аршана полезна при проблемах опорно-двигательного аппарата, костно-мышечных тканей, желудочно-кишечного тракта и бронхо-легочной системы.

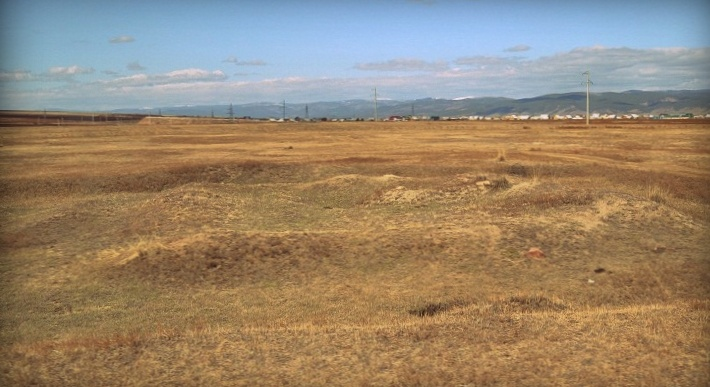
Иволгинское городище.
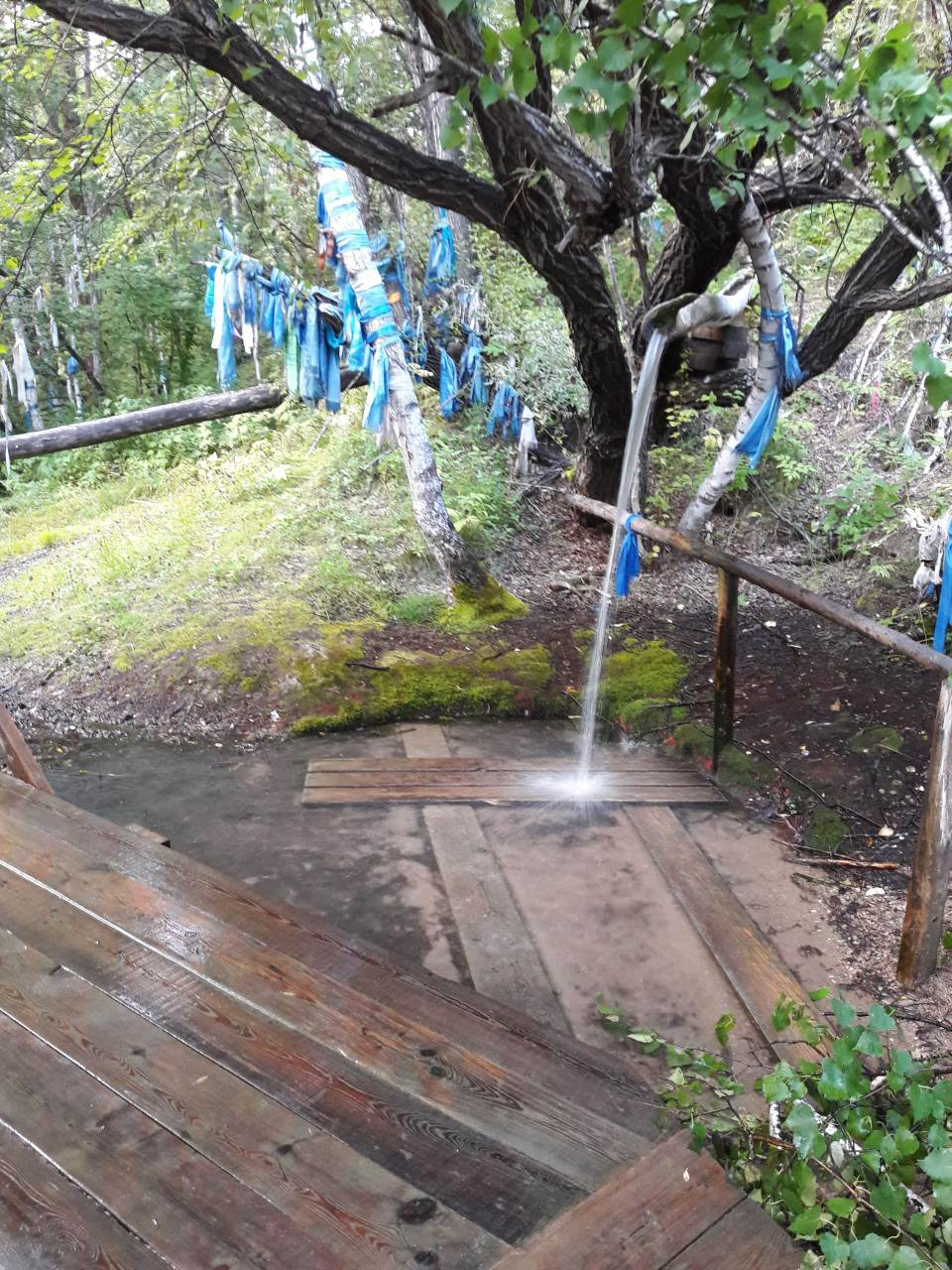
Аршан Халюты.
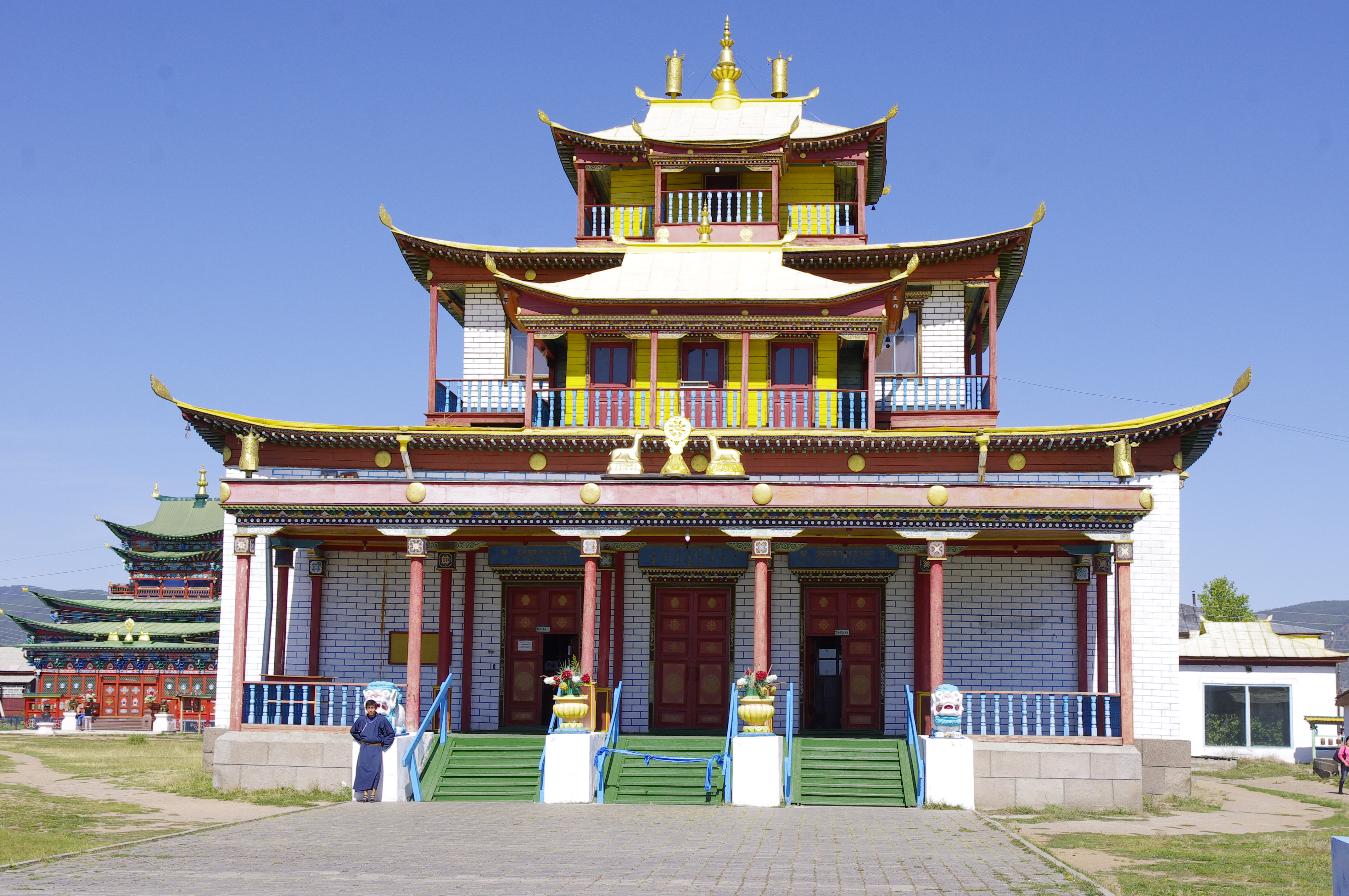
Иволгинский дацан.
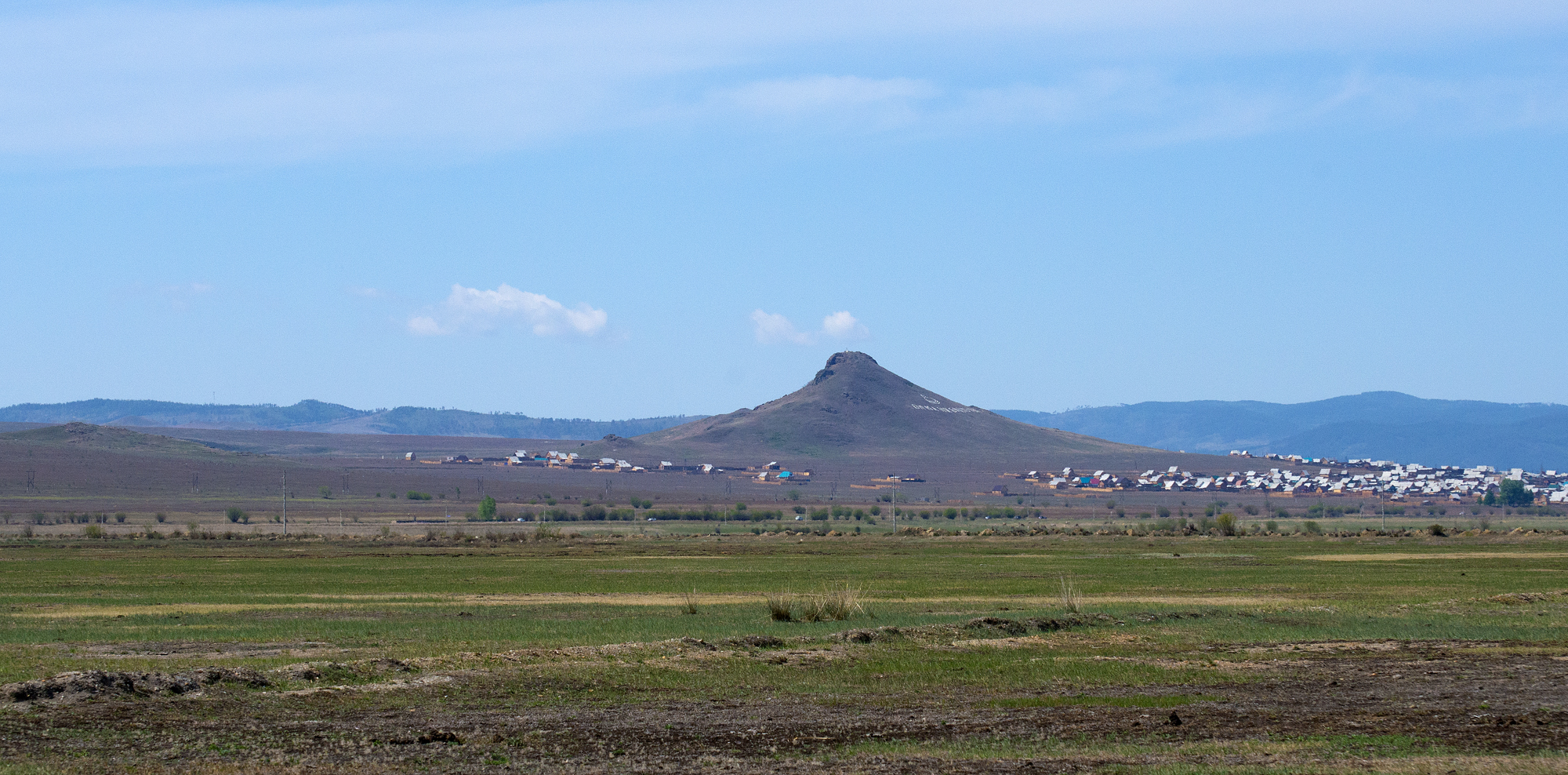
Иволгинск. Гора Баян-Тогод.

## Факты
Неофициальным гимном района является песня «Ивалгамни» (Моя Ивалга́) (сл. Алексея Бадаева, муз. Анатолия Андреева).